# RevPAR
RevPAR hoặc Doanh thu trên mỗi phòng có sẵn là một chỉ số hiệu suất trong ngành khách sạn được tính bằng cách chia tổng doanh thu phòng khách của khách sạn cho số phòng và số ngày trong khoảng thời gian được đo.  Tuy nhiên, nếu tính toán sử dụng tổng doanh thu của khách sạn thay vì doanh thu của phòng khách thì nó bằng TRevPAR (Tổng doanh thu trên mỗi phòng có sẵn).  TRevPAR là một chỉ số hiệu suất liên quan chặt chẽ khác trong ngành khách sạn.
Vì RevPAR chỉ là một phép đo cho một thời điểm (giả sử là một ngày, hoặc tháng hoặc năm) nên nó thường được so sánh với cùng một khung thời gian.  Nó thường được sử dụng để so sánh với các đối thủ trong thị trường, khu vực giao dịch hoặc khu vực quảng cáo được xác định tùy chỉnh hoặc bộ cạnh tranh tự chọn theo định nghĩa của chủ sở hữu hoặc người quản lý của khách sạn, được gọi là RevPAR Index hoặc RGI (Chỉ số tạo doanh thu) .  Ngoài ra, so sánh thường được xem xét tốt nhất giữa các khách sạn cùng loại, hoặc với khách hàng mục tiêu. (ví dụ: dịch vụ đầy đủ, sang trọng, lưu trú kéo dài, kinh tế)
Một vài công ty dữ liệu hợp vốn biên dịch thông tin RevPAR trên các thị trường thông qua khảo sát tự nguyện và cung cấp thông tin mù được biên dịch lại cho ngành.  Báo cáo STAR là một báo cáo được sử dụng rộng rãi như vậy và được cung cấp bởi Smith Travel Research.
Hãy cẩn thận khác:
- Số RevPAR thành công khác nhau từ thị trường này sang thị trường khác dựa trên nhu cầu và các yếu tố khác.
- Tốt nhất so với các khoảng thời gian như.  Ví dụ, thật phù hợp khi so sánh RevPAR vào thứ Sáu chỉ với các thứ Sáu khác.
- Tốt nhất so với các khoảng thời gian theo mùa tương tự.  Ví dụ, so sánh kết quả từ tuần Giáng sinh với cùng một năm trước đó đáng tin cậy hơn so với tuần không nghỉ lễ.

## Phép tính
{\displaystyle RevPAR=RoomsRevenue/RoomsAvailable\,}
- RevPAR là doanh thu phòng trên mỗi phòng có sẵn (Tổng số phòng tồn kho),
- Phòng Doanh thu là doanh thu được tạo ra bởi doanh số phòng
- Phòng có sẵn như được sử dụng trong tính toán